# 日本国憲法第37条
日本国憲法 第37条（にほんこく（にっぽんこく）けんぽう だい37じょう）は、日本国憲法の第3章にある条文で、刑事被告人の諸権利について規定している。

## 条文
日本国憲法、e-Gov法令検索。

第三十七条
1. すべて刑事事件においては、被告人は、公平な裁判所の迅速な公開裁判を受ける権利を有する。
2. 刑事被告人は、すべての証人に対して審問する機会を充分に与へられ、又、公費で自己のために強制的手続により証人を求める権利を有する。
3. 刑事被告人は、いかなる場合にも、資格を有する弁護人を依頼することができる。被告人が自らこれを依頼することができないときは、国でこれを附する。

## 沿革

### 大日本帝国憲法
なし

### GHQ草案
「GHQ草案」、国立国会図書館「日本国憲法の誕生」。

### 日本語
第三十六条
一切ノ刑事訴訟事件ニ於テ被告人ハ公平ナル裁判所ノ迅速ナル公判ヲ受クル権利ヲ享有スヘシ
刑事被告人ハ一切ノ証人ヲ反対訊問スル有ラユル機会ヲ与ヘラルヘク又自己ノ為ノ証人ヲ公費ヲ以テ獲得スル強制的手続ニ対スル権利ヲ有スヘシ
被告人ハ常ニ資格アル弁護人ヲ依頼シ得ヘク若シ自己ノ努力ニ依リ弁護人ヲ得ル能ハサルトキハ政府ニ依リ弁護人ヲ附添セラルヘシ

### 英語
Article XXXVI.
In all criminal cases the accused shall enjoy the right to a speedy and public trial by an impartial tribunal.
He shall be permitted full opportunity to cross-examine all witnesses, and he shall have the right of compulsory process for obtaining witnesses on his behalf at public expense.
At all times the accused shall have the assistance of competent counsel who shall, if the accused be unable to secure the same by his own efforts, be assigned to his use by the government.

### 憲法改正草案要綱
「憲法改正草案要綱」、国立国会図書館「日本国憲法の誕生」。

第三十三
凡ソ刑事事件ニ於テハ被告人ハ公平ナル裁判所ノ迅速ナル公開裁判ヲ受クルノ権利ヲ享有スベキコト
刑事被告人ハ総テノ証人ニ対シ訊問ノ行ハルル有ラユル機会ヲ与ヘラレ且公費ヲ以テ自己ノ為ニ証人ヲ求ムルノ強制的手続ニ付テノ権利ヲ有スベキコト
被告人ハ如何ナル場合ニ於テモ資格アル弁護人ヲ依頼シ得ベク若シ自ラ之ヲ依頼スルコト能ハザルトキハ国ニ於テ之ヲ附スルモノトスルコト

### 憲法改正草案
「憲法改正草案」、国立国会図書館「日本国憲法の誕生」。

第三十四条
すべて刑事事件においては、被告人は、公平な裁判所の迅速な公開裁判を受ける権利を有する。
刑事被告人は、すべての証人に対して、審問する機会を充分に与へられ、又、公費で自己のために強制的手続により証人を求める権利を有する。
刑事被告人は、いかなる場合にも、資格を有する弁護人を依頼することができる。被告人が自らこれを依頼することができないときは、国でこれを附する。

### 帝国憲法改正案
「帝国憲法改正案」、国立国会図書館「日本国憲法の誕生」。

第三十四条
すべて刑事事件においては、被告人は、公平な裁判所の迅速な公開裁判を受ける権利を有する。
刑事被告人は、すべての証人に対して審問する機会を充分に与へられ、又、公費で自己のために強制的手続により証人を求める権利を有する。
刑事被告人は、いかなる場合にも、資格を有する弁護人を依頼することができる。被告人が自らこれを依頼することができないときは、国でこれを附する。

## 判例
- 最大判昭和23年11月17日刑集2巻12号1565頁『有毒飲食物等取締令違法』判例情報。2014年8月23日閲覧。 - 憲法31条、憲法37条1項、憲法38条、憲法76条3項
- 最大判昭和23年12月27日刑集2巻14号1934頁『窃盗』判例情報。2014年8月23日閲覧。
「憲法第三七条第二項は…被告人が、判決において有罪の言渡を受けた場合にも、なおかつ、その被告人に訴訟費用の負担を命じてはならないという趣意の規定ではない」と判示した。
- 最大判昭和24年11月30日刑集3巻11号1857頁『偽造公文書行使、公文書偽造、詐欺』判例情報。2014年8月23日閲覧。 - 憲法34条
- 最大判昭和47年12月20日刑集26巻10号631頁『高田事件 (法学)』
- 最三判昭和54年7月24日刑集33巻5号416頁『兇器準備集合、威力業務妨害、公務執行妨害被告事件』判例情報。2014年8月23日閲覧。 - 憲法37条3項
- 最大判平成11年3月24日民集53巻3号514頁『損害賠償』判例情報。2014年8月23日閲覧。 - 憲法34条前段、憲法37条3項、憲法38条1項、刑事訴訟法39条3項